# Stenanona tuberculata
Stenanona tuberculata är en kirimojaväxtart som beskrevs av George Edward Schatz och Paulus Johannes Maria Maas. Stenanona tuberculata ingår i släktet Stenanona och familjen kirimojaväxter. Inga underarter finns listade i Catalogue of Life.